# Río Patos de San Pedro
El río Patos de San Pedro, a veces solo río Patos, es un curso de agua que nace en la alta cordillera y fluye en la parte oriental de la Región del Maule con dirección general NO hasta su desembocadura en el río Lontué.
El informe de la Dirección General de Aguas se refiere indistintamente al río Patos y al río Palos.

## Trayecto
El río Patos de San Pedro es el encargado de drenar la parte más sudoriental de la hoya del Mataquito. Nace entre los cerros Negro (2960 m) y Troncos (2822 m), inicia sus primeros 10 km de travesía con dirección NO para descansar en una pequeña y continuar su periplo, esta vez hacia el oeste, por otros 15 km. A partir de entonces corre casi paralelo al río Colorado al que se unirá después de un total de 55 km de recorrido.
Por su derecha le fluyen insignificantes arroyos tributarios. Por su flanco sur o izquierdo, sin embargo, recibe el río Descabezado Chico que se genera en la laguna de la Mollera, en el volcán Descabezado Chico.

## Caudal y régimen
(No se tiene información sobre la materia.)

## Historia
Francisco Solano Asta-Buruaga y Cienfuegos escribió en 1899 en su obra póstuma Diccionario Geográfico de la República de Chile sobre el río:
Patos (Riachuelo de los).-—Afluente del río Lontué que éste recibe por su margen derecha á poca distancia al O. de la laguna de Mondaca. Corre precipitado por una estrecha quebrada, que arranca de la base occidental del Cerro Colorado, en el que también tiene nacimiento, por el lado sudoeste, el mismo Lontué.